# パーム・アイランド

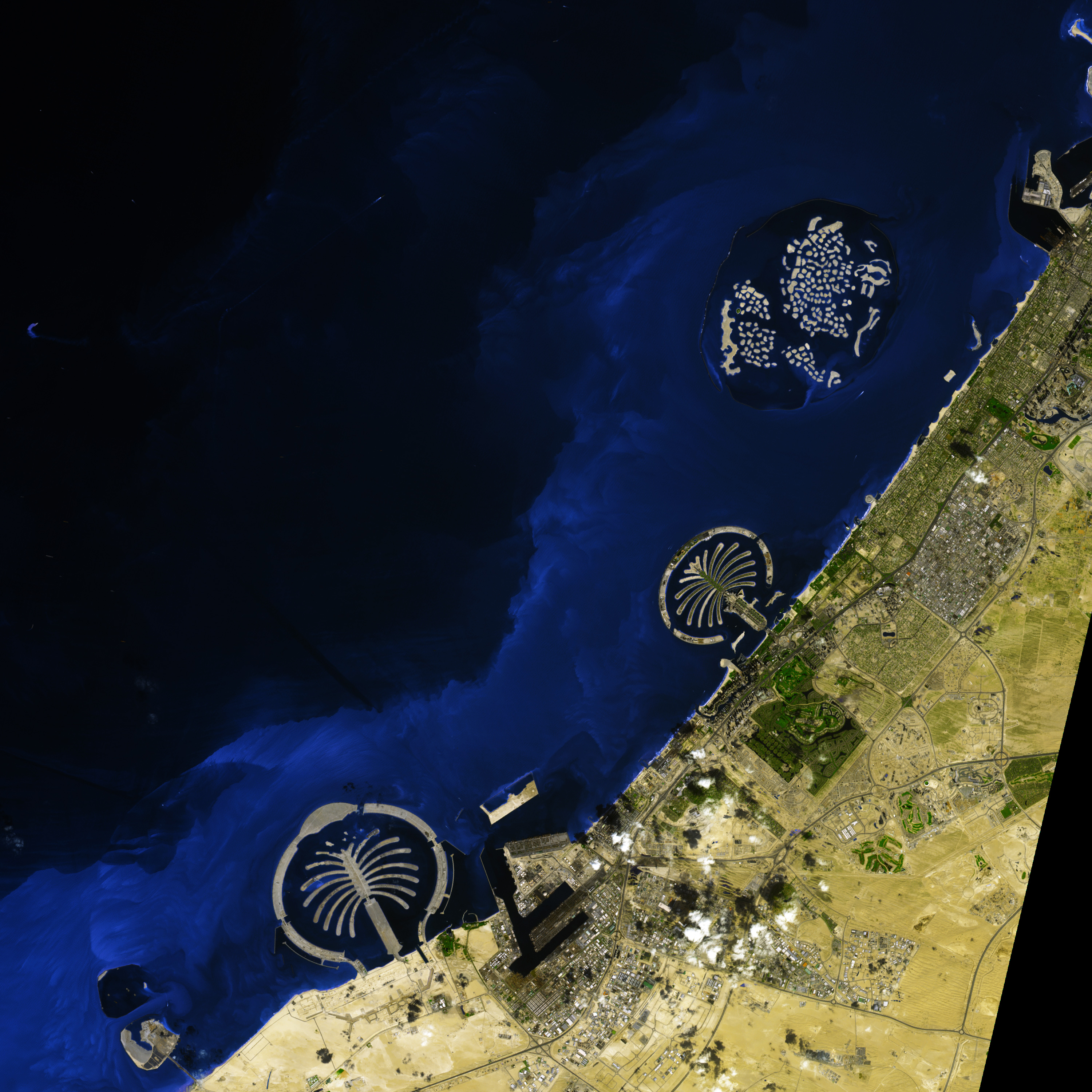
2009年2月5日撮影のドバイ沿岸の衛星画像。一番左下がパーム・アイランドの一つ、パーム・ジェベル・アリ。その右横が港湾・工業地帯ジェベル・アリ、さらに右上が最初に出来たパーム・アイランドであるパーム・ジュメイラ。その右上に世界地図を模した人工島ザ・ワールドが浮かぶ。パーム・デイラは、この画像右上端にあるドバイ中心市街地の沖合に建設される

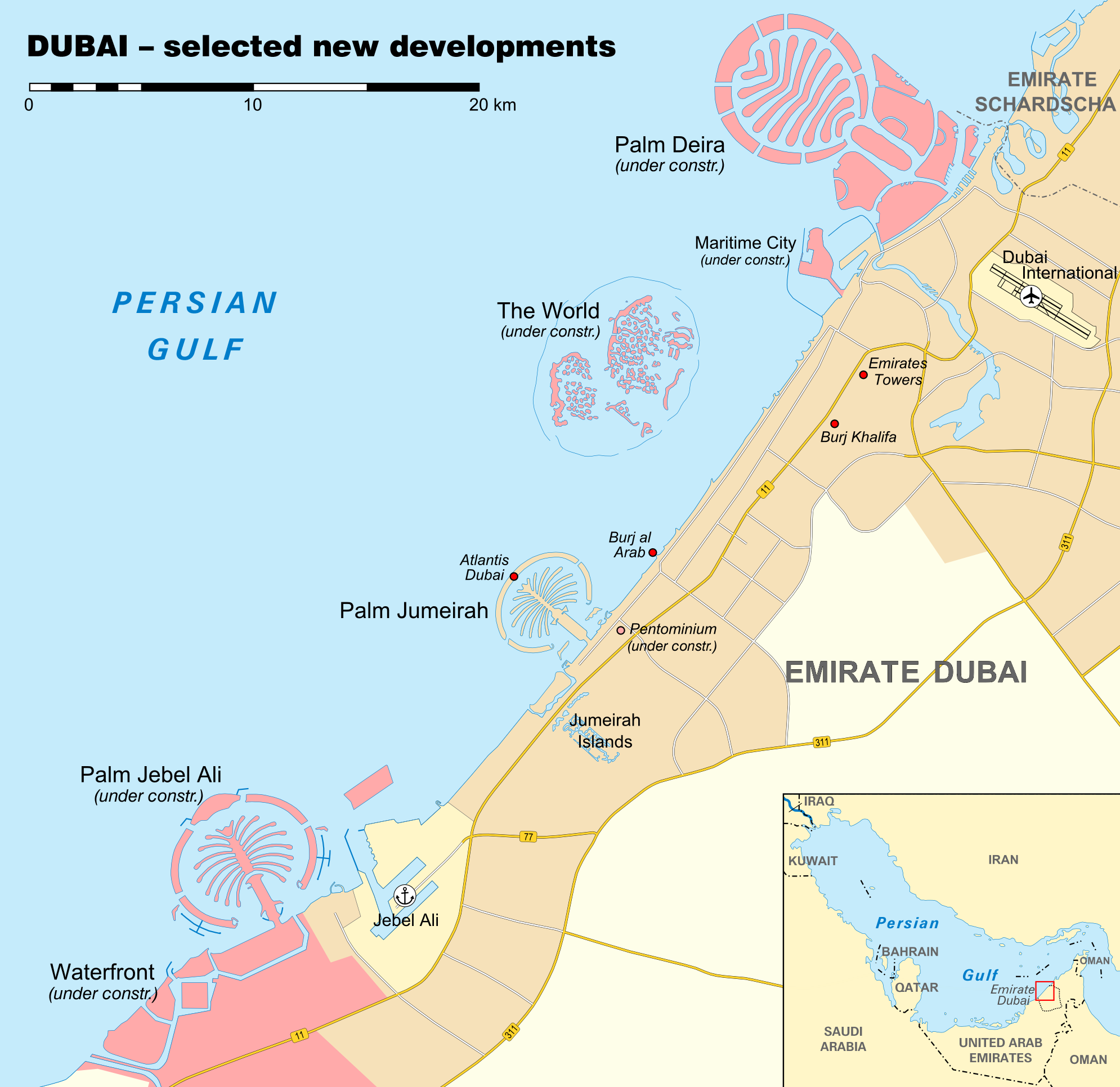
ドバイ沿岸の埋め立て予定図。一番左下からパーム・ジェベル・アリ、パーム・ジュメイラ、ザ・ワールド、パーム・デイラが並ぶ

パーム・アイランド（Palm Islands）は、アラブ首長国連邦のドバイ沖合いに造られた人工島群。全てヤシの木（パーム・ツリー）を模しており、この名を冠している。
世界で最も大きな人工島であり、この島によってドバイの海岸線は約520km長くなった。海底トンネルやジュメイラ・モノレール事業など、日本企業の進出も多数報道されている。

## 地理

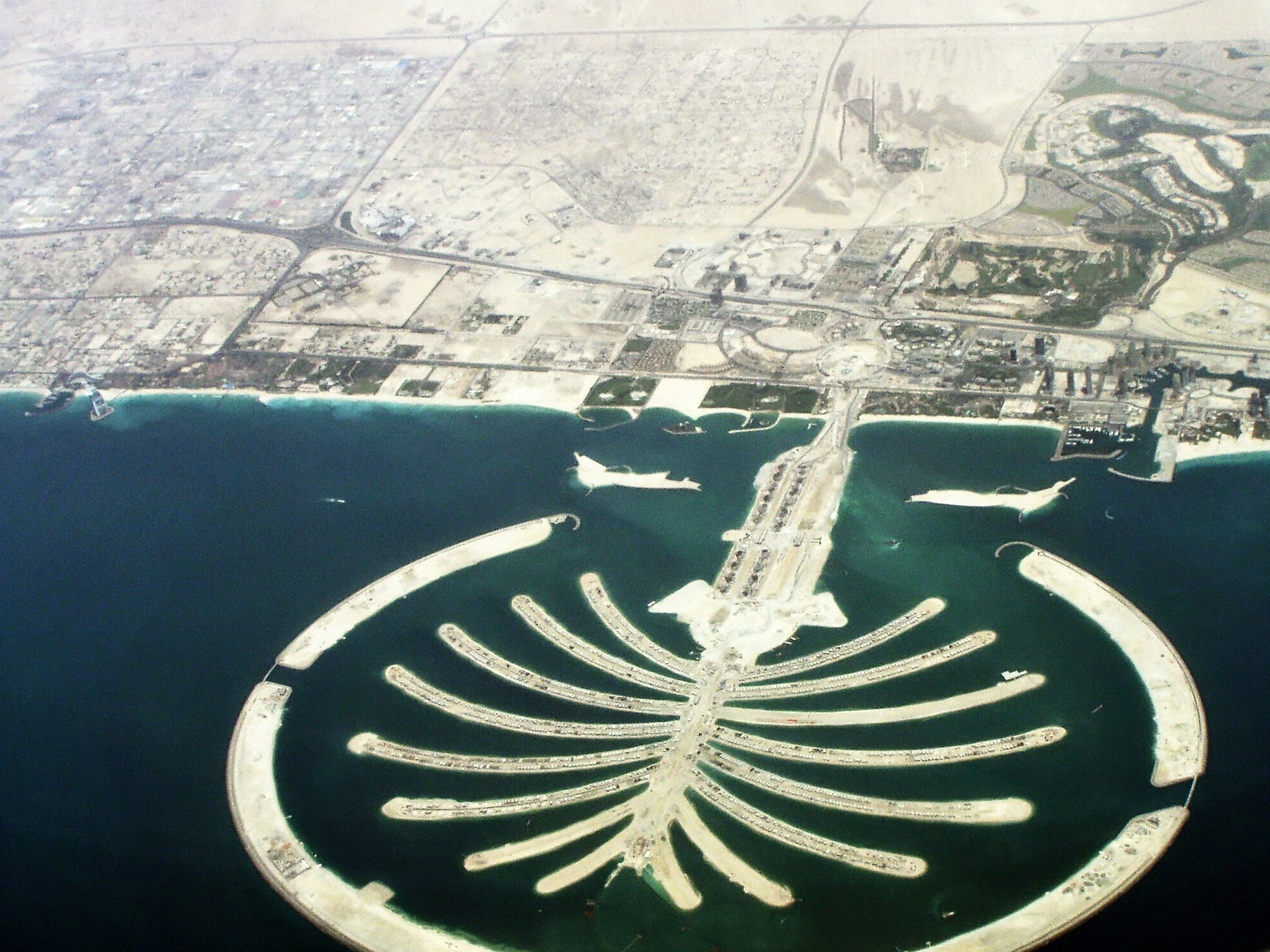
パーム・ジュメイラ（2005年）

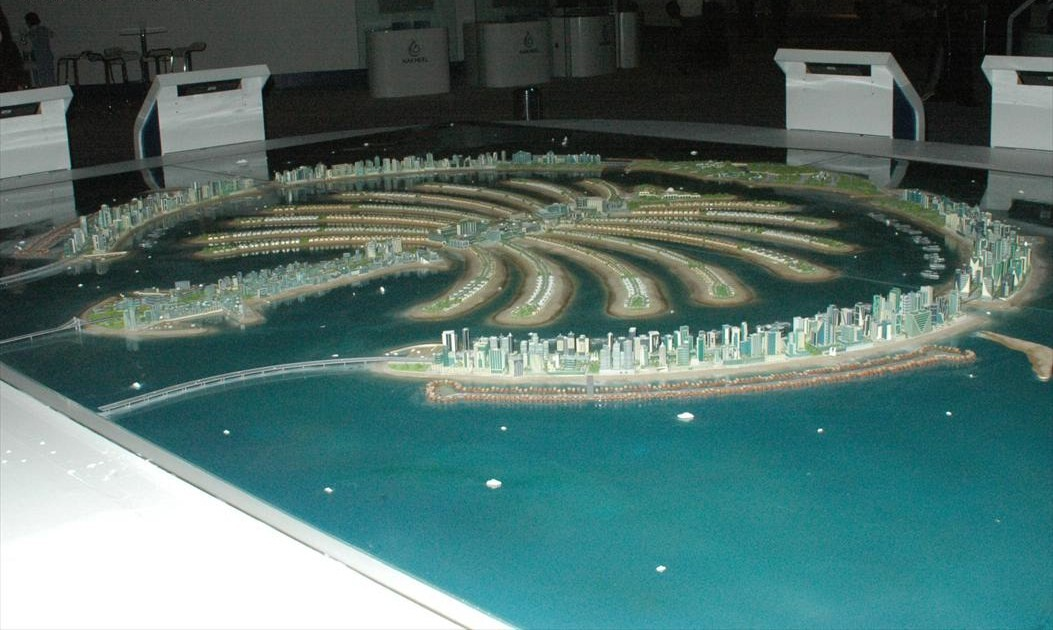
パーム・ジェベル・アリの模型（2008年）

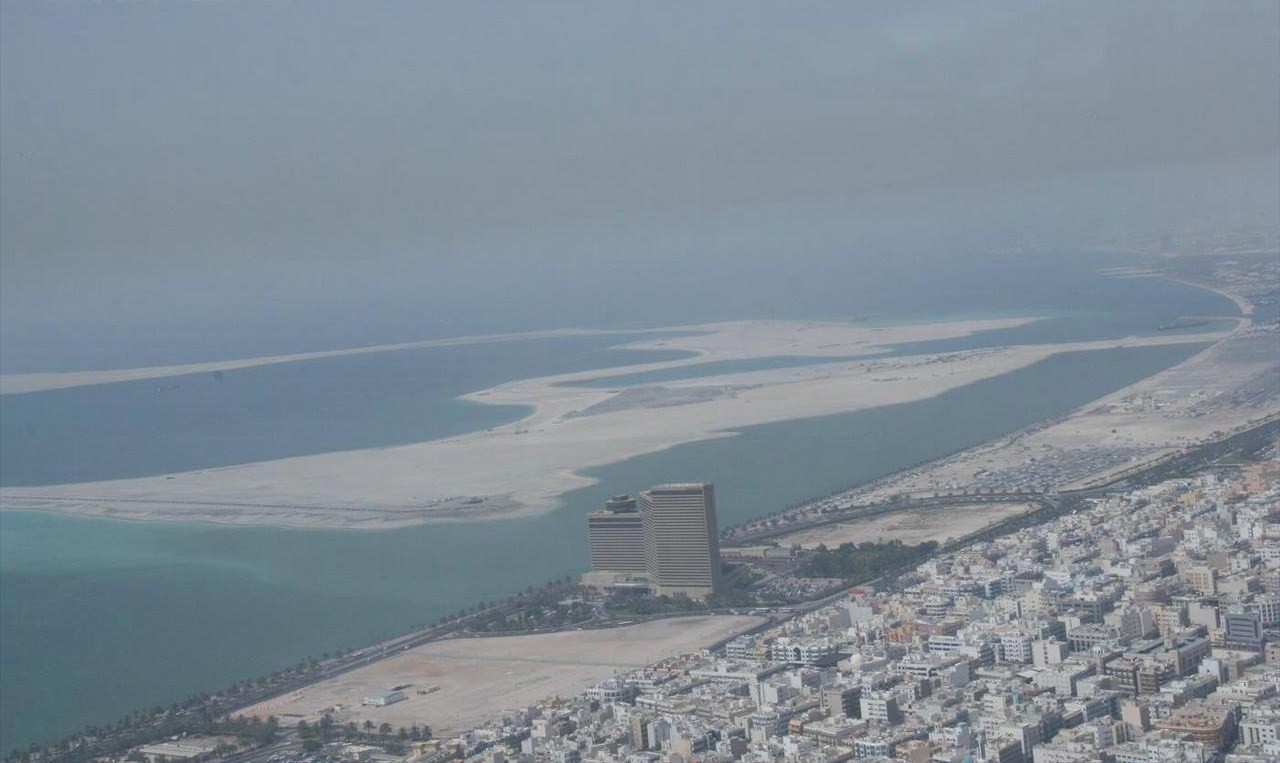
建設中のデイラ・アイランド（2007年）

観光資源を目的として造られた人工島。最終的には100以上の高級ホテルと1400戸以上の別荘、商業エリアから成る一大リゾート地になる予定である。パーム・アイランドはこれらリゾート地を総称した呼び名で、大きく分けて、Palm Jumeirah、Palm Jebel Ali、Palm Deiraの3つの島から成る。
パーム・ジュメイラ（Palm Jumeirah）
17本の葉にあたる部分と長さ11キロメートルに及ぶ三日月状の防波堤部分からなる人工島。
ジュメイラ地区の沖合に2001年6月に建設を開始し、2006年から最初の移住が始まった。2008年、高級ホテルのアトランティス・ザ・パームが完成した。
パーム・ジェベル・アリ（Palm Jebel Ali）
パーム・ジュメイラから南西に約20kmほど離れたジェベル・アリ地区の西に建設中の人工島。
デイラ・アイランド（Deira Island）
3つの中で最後に完成予定の人工島。ドバイ中心市街地（ドバイ・クリークより北側のデイラ地区）の沖合に建設される。規模は最大のものとなる予定だったが、計画は縮小され、2013年には計画名が「パーム・デイラ」から変更された。

## ギャラリー

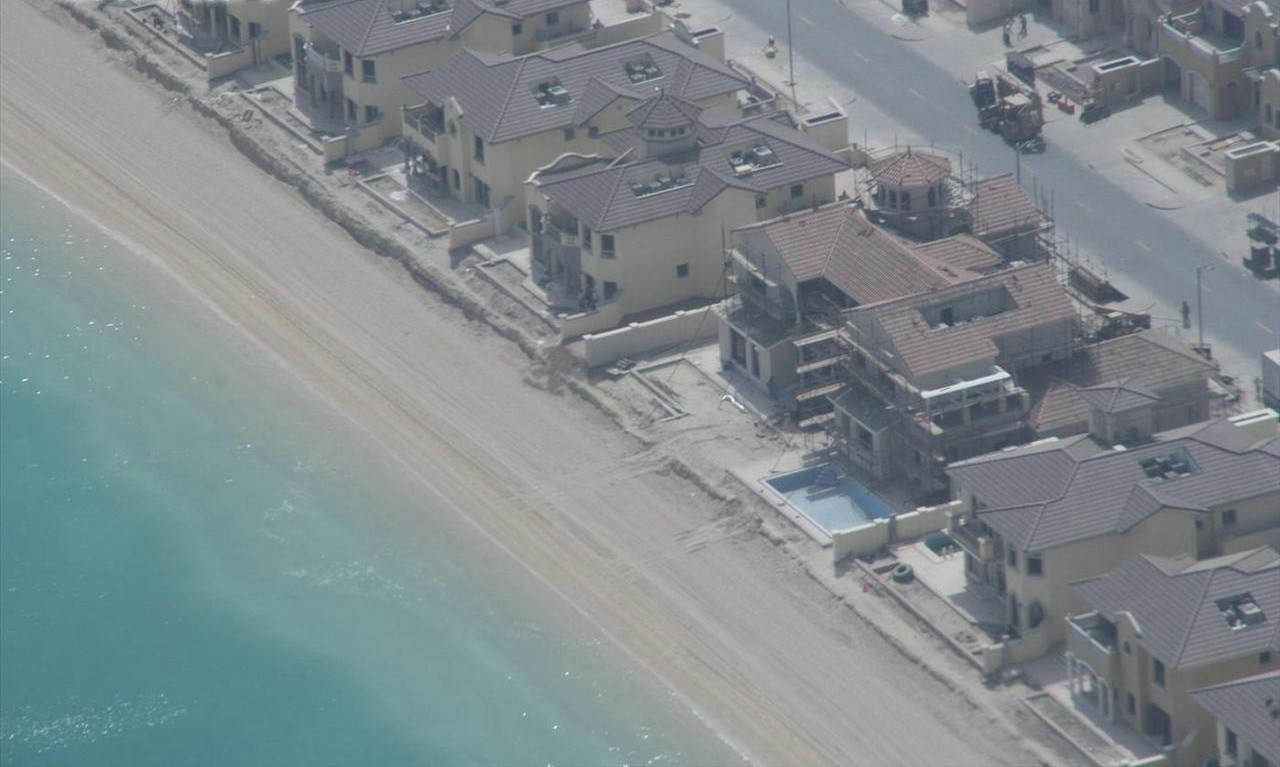
パーム・ジュメイラの邸宅街（2007年）
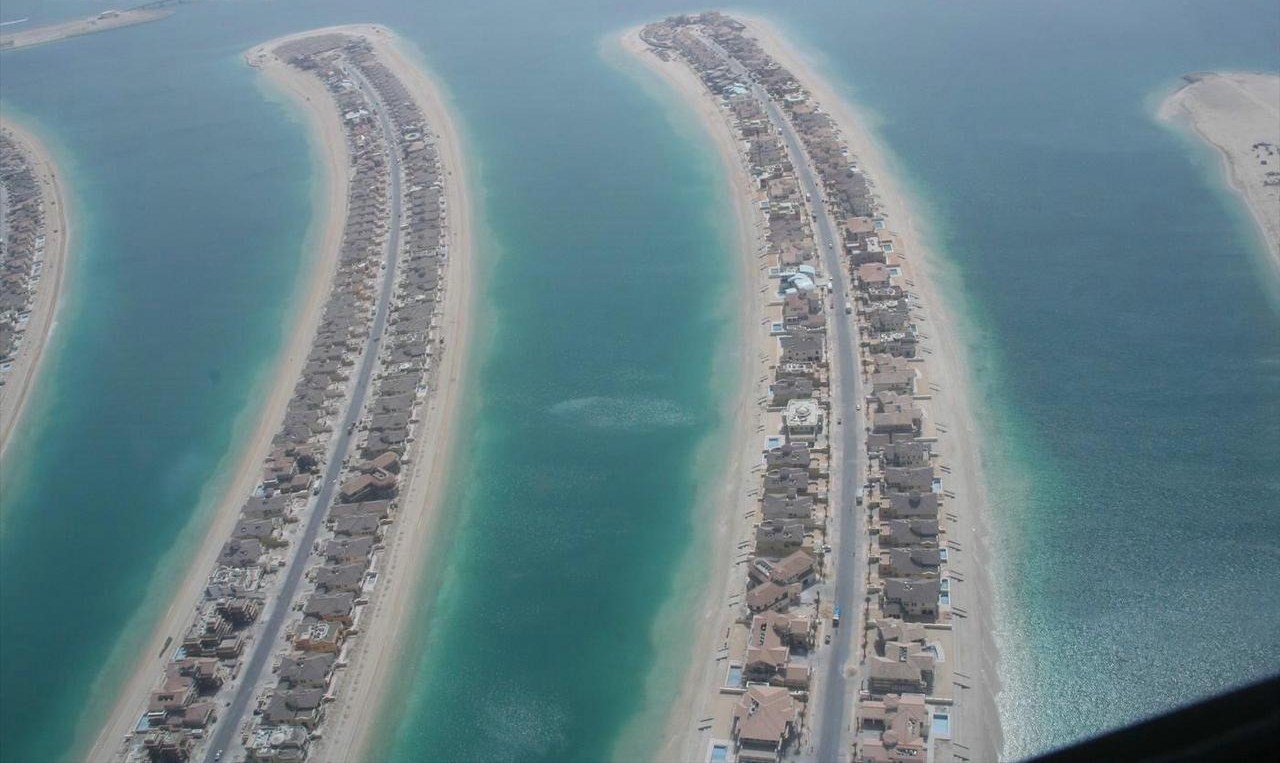
パーム・ジュメイラの邸宅街（2007年）
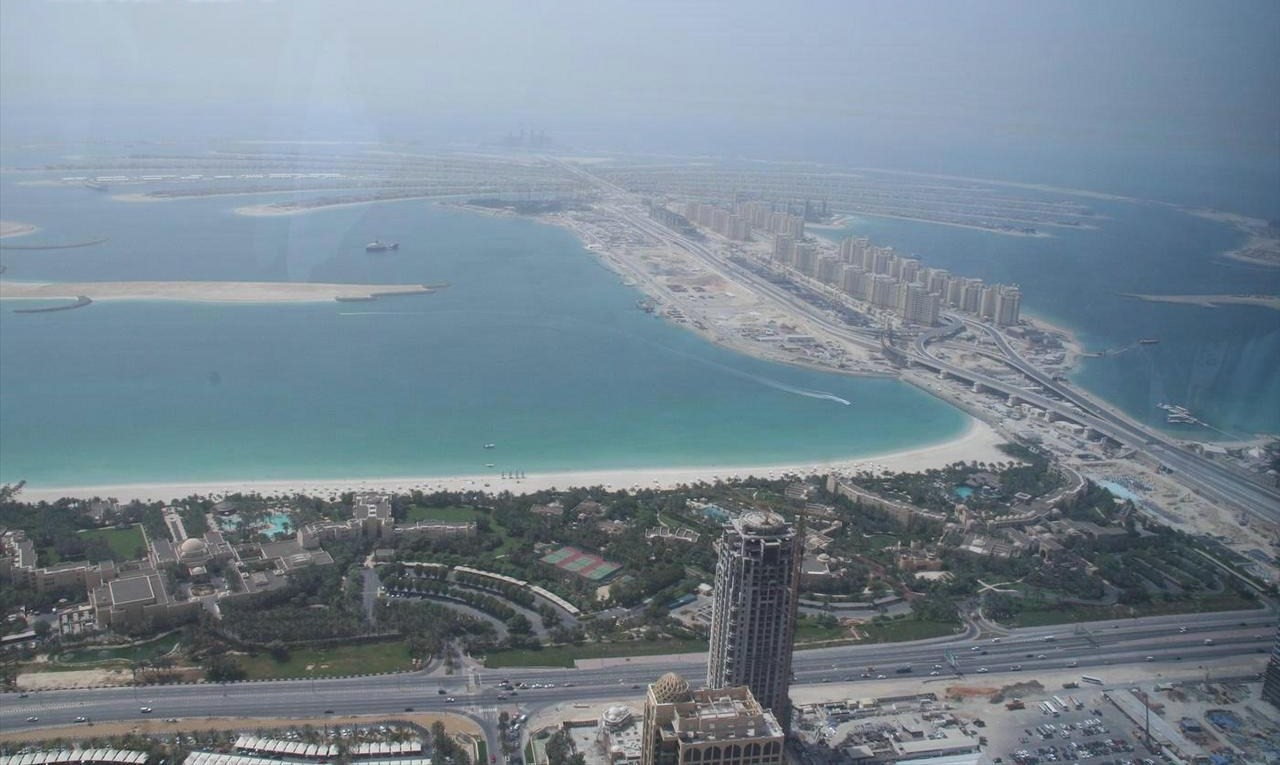
パーム・ジュメイラの空撮、（2007年5月）
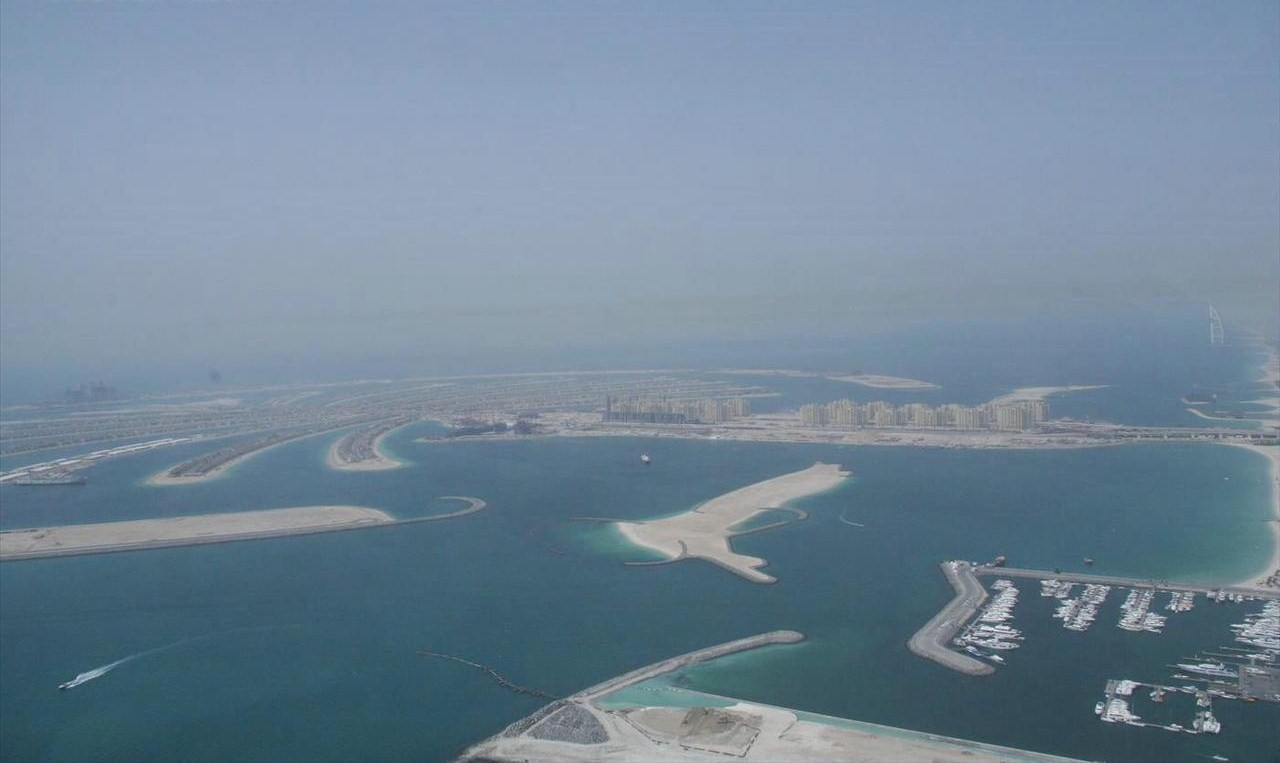
パーム・ジュメイラの空撮、（2007年5月）
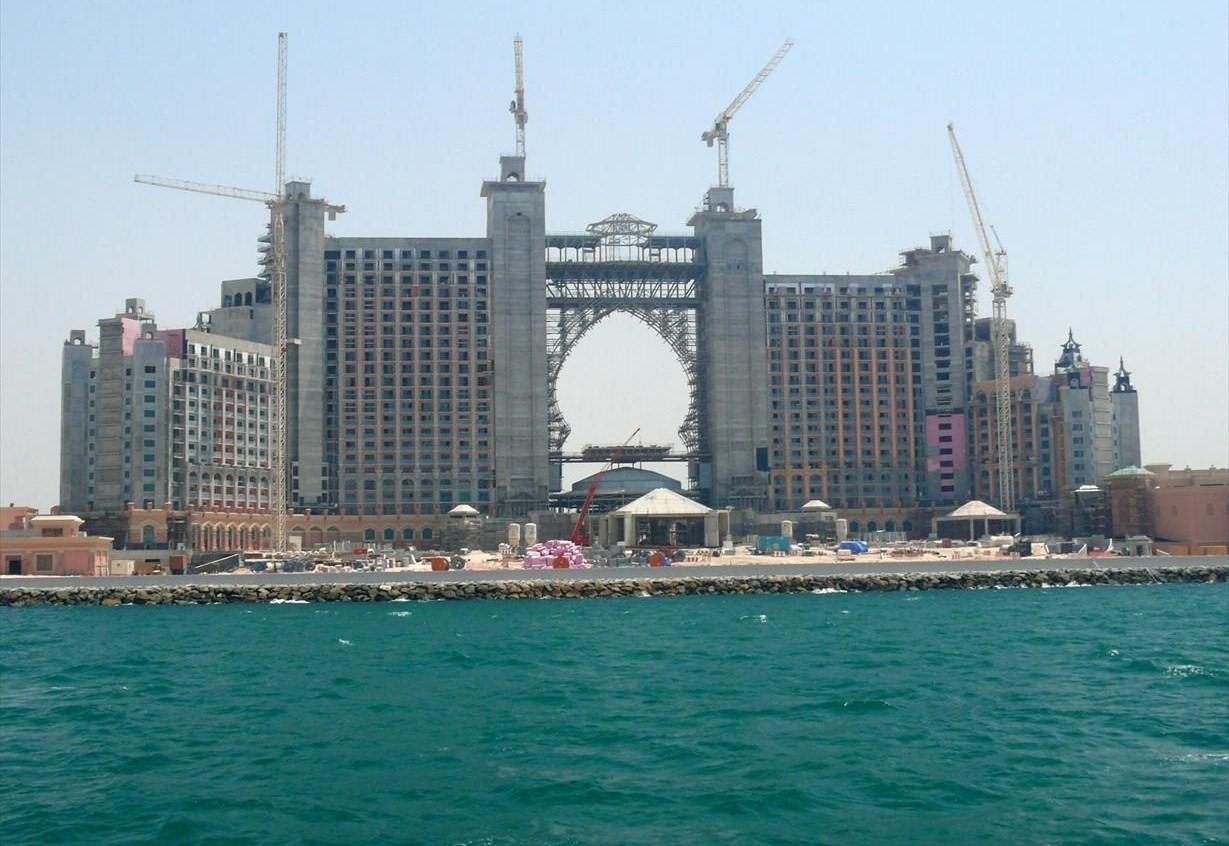
ホテル「アトランティス・ザ・パーム」、（2007年9月）
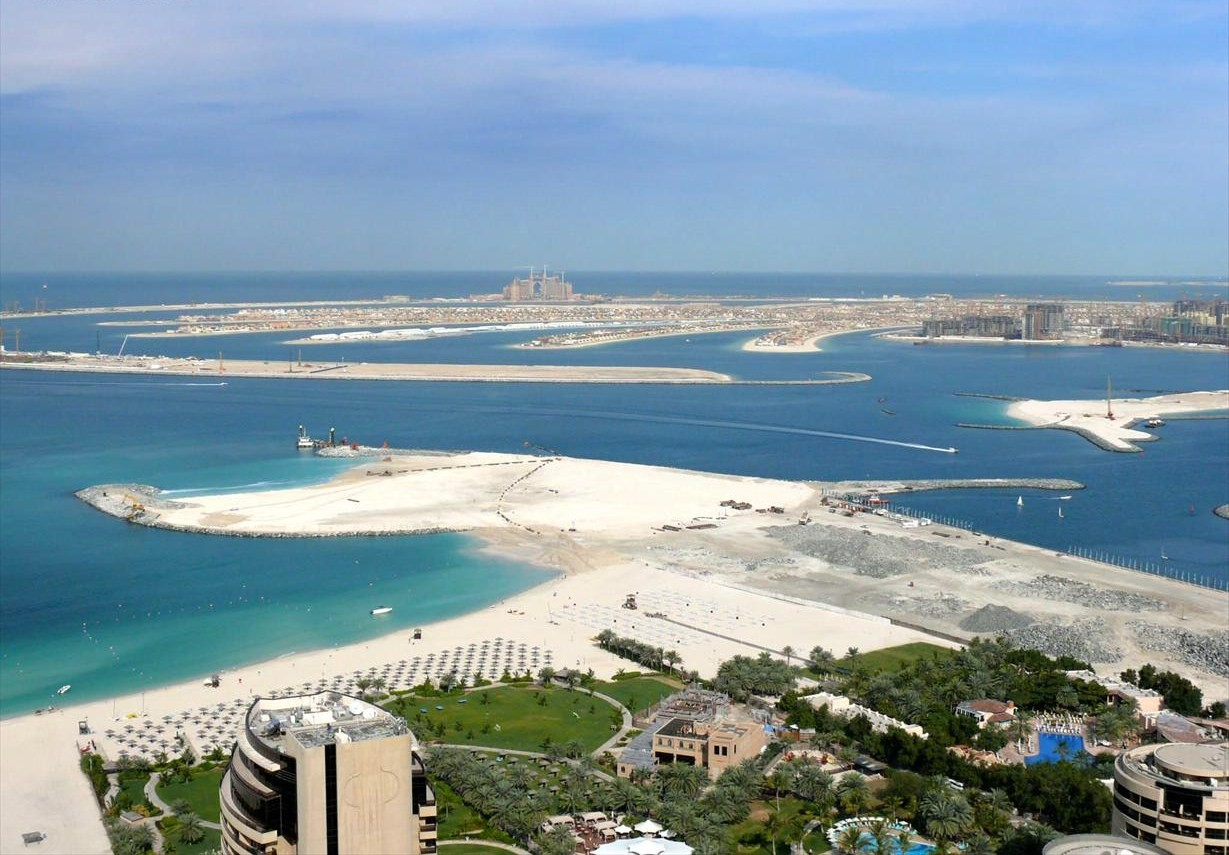
パーム・ジュメイラの邸宅街（2008年）
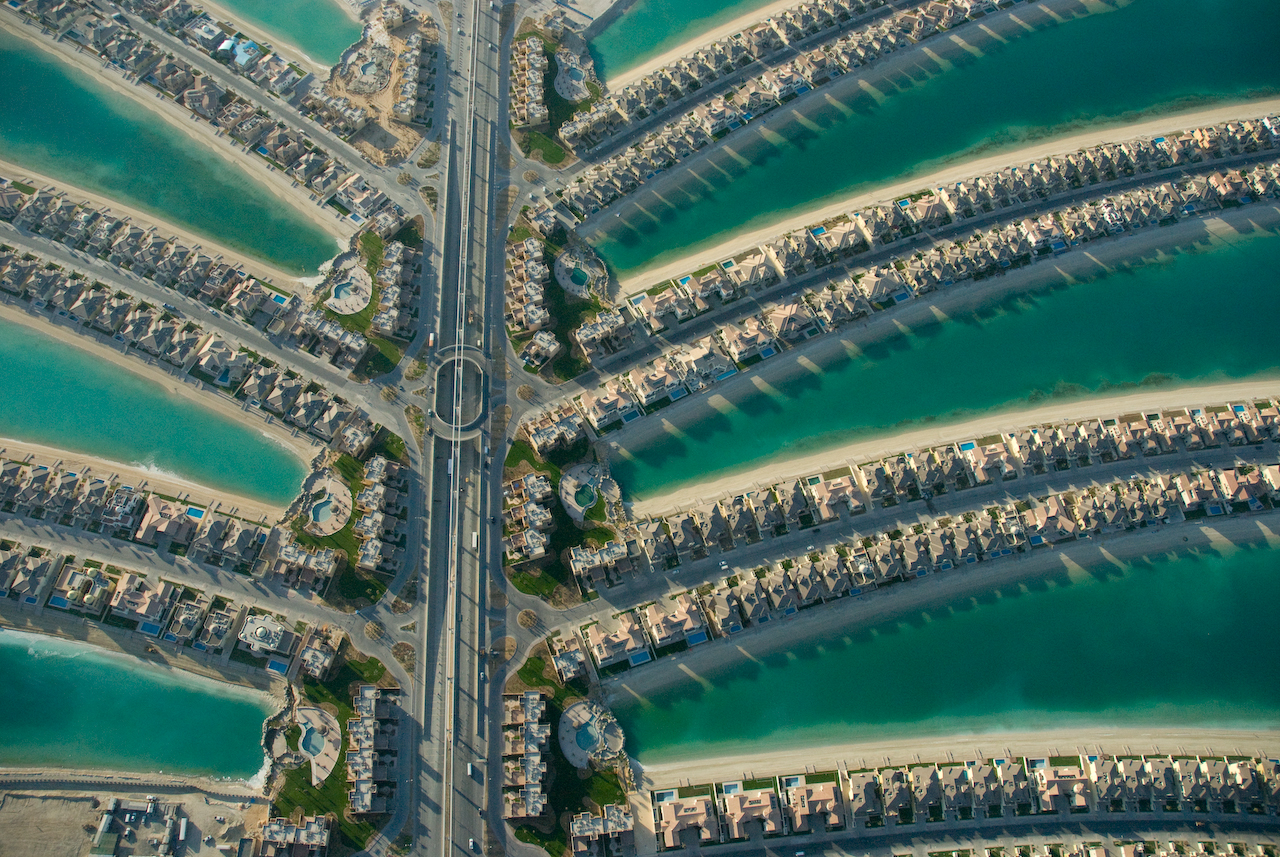
パーム・ジュメイラのコア部分（2008年）
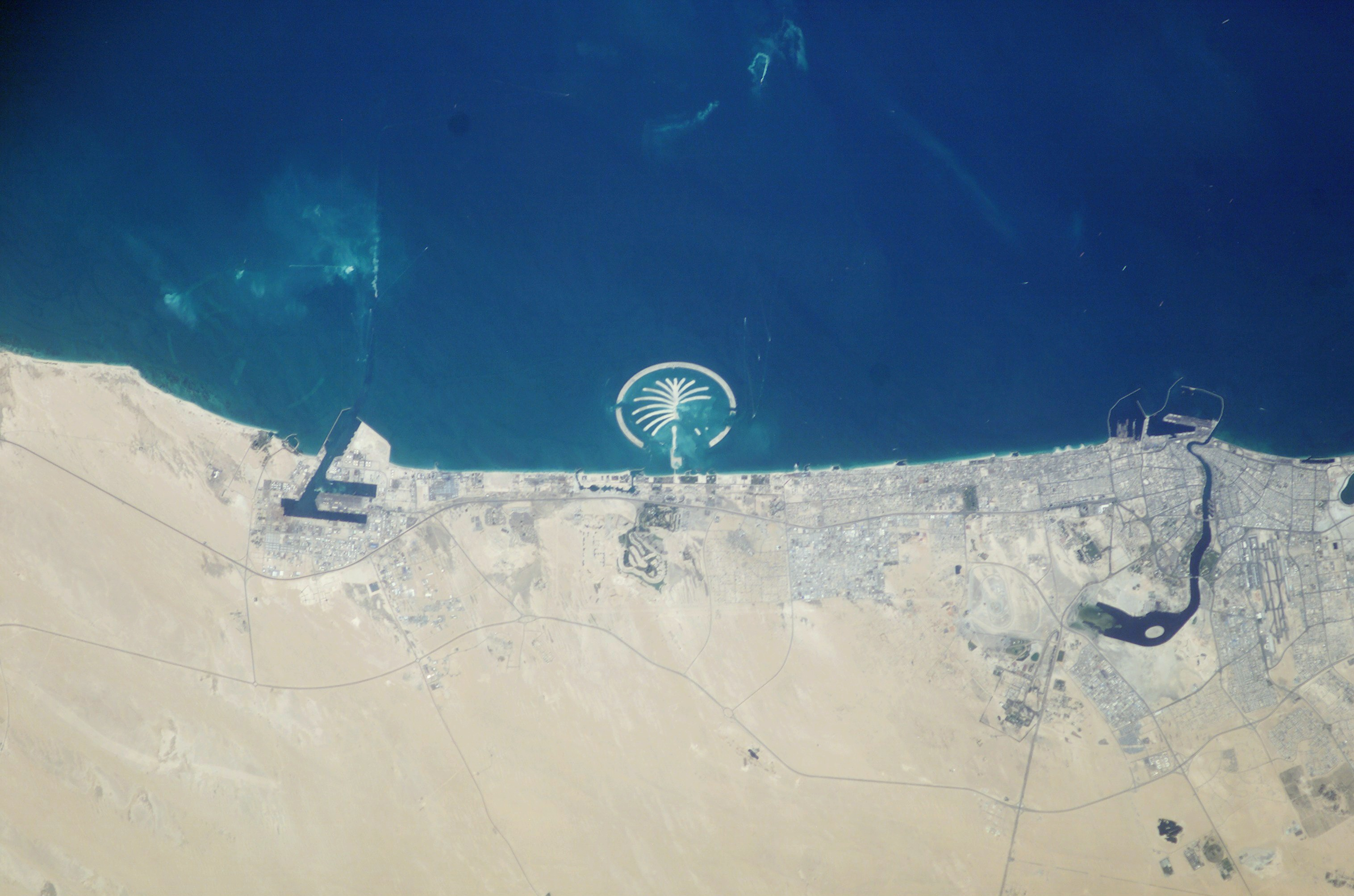
3つの地区の空撮（2003年）